# Dieter Brosius
Dieter Brosius (* 20. November 1936 in Visselhövede) ist ein deutscher Archivar, Historiker und Autor.

## Leben
Nach dem Studium der Geschichte und Germanistik an den Universitäten Hamburg, Tübingen und Göttingen zwischen 1957 und 1964 wurde Brosius mit einer Arbeit über den liberalen Politiker Rudolf von Bennigsen promoviert und trat danach in den Archivdienst des Landes Niedersachsen ein. Nach dem Besuch der Archivschule Marburg war er ab 1965 beim Staatsarchiv Bückeburg und ab 1969 beim Hauptstaatsarchiv Hannover tätig. Von 1971 bis 1974 war Brosius an das Deutsche Historische Institut in Rom abgeordnet, danach kehrte er nach Hannover zurück. Von 1989 bis 2001 leitete er das Hauptstaatsarchiv. Zudem war er von 1985 bis 2000 Vorsitzender des Historischen Vereins für Niedersachsen und von 1995 bis 2004 des Gesamtvereins der deutschen Geschichts- und Altertumsvereine.
Brosius ist Autor zahlreicher Veröffentlichungen vor allem zur niedersächsischen Landesgeschichte und gehörte über lange Jahre dem Beirat des Historischen Vereins für Niedersachsen an, der ihn zum Ehrenmitglied ernannte. 1980 wurde Brosius zum korrespondierenden Mitglied der Historischen Kommission für Westfalen gewählt.

## Schriften (Auswahl)
- Urkundenbuch des Klosters Oldenstadt (= Lüneburger Urkundenbuch. Abt. 11 = Veröffentlichungen der Historischen Kommission für Niedersachsen und Bremen. 316). Wallstein, Göttingen 2022, ISBN 978-3-8353-5143-1.
- Niedersachsen. Das Land und seine Geschichte in Bildern, Texten und Dokumenten. 2. Auflage. Ellert & Richter, Hamburg 2006, ISBN 3-8319-0265-8.
- Urkundenbuch der Stadt Celle (= Lüneburger Urkundenbuch. Abt. 17 = Veröffentlichungen der Historischen Kommission für Niedersachsen und Bremen. 37 = Quellen und Untersuchungen zur Geschichte Niedersachsens im Mittelalter. 20). Hahn, Hannover 1996, ISBN 3-7752-5899-X.
- Die Industriestadt. Vom Beginn des 19. Jahrhunderts bis zum Ende des I. Weltkriegs. In: Klaus Mlynek, Waldemar R. Röhrbein (Hrsg.): Geschichte der Stadt Hannover. Band 2: Vom Beginn des 19. Jahrhunderts bis in die Gegenwart. Schlütersche, Hannover 1994, ISBN 3-87706-364-0, S. 273–403.
- Rudolf von Bennigsen als Oberpräsident der Provinz Hannover 1888–1897 (= Veröffentlichungen der Historischen Kommission für Niedersachsen und Bremen. 25 = Niedersachsen und Preußen. 5, ZDB-ID 518752-7). Lax, Hildesheim 1964.